# Plaza de La Concepción (San Cristóbal de La Laguna)
La plaza de La Concepción es una de las plazas más importantes de la ciudad de San Cristóbal de La Laguna en la isla de Tenerife (Islas Canarias, España). 
La plaza se encuentra en el casco histórico de la ciudad de La Laguna, declarado como Patrimonio de la Humanidad por la UNESCO en 1999. Toma el nombre de la emblemática Iglesia Matriz de Nuestra Señora de la Concepción, la cual se encuentra junto a la plaza.
Desde sus inicios la Plaza de la Concepción fue considerada del tipo denominado parroquial junto con la Plaza de Fray Albino o Plaza de la Catedral.
A esta plaza se accede desde una de las calles peatonales más conocidas de La Laguna, la emblemática Calle de la Carrera. 